# خوش‌پور
خوش‌پور (به انگلیسی: Khushpur) یک منطقهٔ مسکونی در پاکستان است که در ناحیه فیصل آباد واقع شده‌است.